# جزیره تیولنی (داغستان)
جزیره تیولنی (به لاتین: Tyuleny Island) یک جزیره در روسیه است که در داغستان و در نزدیکی خلیج کیزلیار واقع شده‌است.
درازای این جزیره ۱۰ کیلومتر (۶.۲ مایل) و پهنای آن ۶ کیلومتر (۳.۷ مایل) است. این جزیره یک ایستگاه هواشناسی هم دارد.